# Trofeo Lois 1976
Il Trofeo Lois 1976 è stato un torneo di tennis giocato sulla terra rossa. È stata la 2ª edizione del torneo che fa parte del Commercial Union Assurance Grand Prix 1976. Si è giocato a Valencia in Spagna dal 28 marzo al 3 aprile 1976.

## Campioni

### Singolare maschile
Manuel Orantes ha battuto in finale  Kjell Johansson con il punteggio di 6–2 6–2 6–2

### Doppio maschile
Juan Gisbert /  Manuel Orantes hanno battuto in finale  Corrado Barazzutti /  Antonio Zugarelli